# Bengtskäri világítótorony
A bengtskäri világítótorony egy, a Bengtskär nevű sérszigeten álló építmény, mely körülbelül 25 kilométerre fekszik a finnországi Hanko városától.  A tengerszint fölé ötvenkét méter magasan kiemelkedő szigeten 1906-ban építették fel a tornyot a hozzá tartozó lakóépülettel együtt, ma neves turista látványosságnak számít.

## Elhelyezkedése
A világítótorony a Bengtskär nevű szigeten található, amely a Finn-öböl szélén helyezkedik el, körülbelül huszonöt kilométerre délnyugatra Hanko városától. Ez a terület számít a legdélebbi finn területnek, mely rendelkezik állandó lakossággal. A legközelebbi lakott település Rosala, mely a Bengtskär szigettől északra, tizennyolc kilométeres távolságban fekszik.

## Története

### Felépítése
A Bengtskär-sziget és Hitis-sziget körüli területek a XIX. században nem voltak biztonságosnak mondhatóak, és számos hajó esett a vad tengeri viharok áldozatául. Ezen helyzet megváltoztatására egy nagy balti világítótorony megépítéséről születtek tervek, melyeket első ízben az 1900-as párizsi világkiállításon mutatta be a finn építész, Florentin Granholm. Munkáját nagy kritikai elismerés fogadta mind a szakértők, mind a nagyközönség részéről, azonban a tervek megvalósítására egészen 1905 januárjáig kellett várni, mikor is a már említett szigeteknél egy gőzhajó, az S/S Helsingfors úton Lübeckből Helsinkibe zátonyra futott és elsüllyedt. A szerencsétlenséget követően a Finn Nagyhercegség szenátusa beleegyezett, hogy biztosítja a munkálatok megkezdéséhez szükséges anyagiakat.
A világítótorony építése 1906 elején kezdődött el, az épület alapjaihoz és burkolatához a sziget természetes módon kialakult gránitszikláit használták fel. Június közepéig több mint százhúsz munkás vett részt a torony alsó részének és a lakóépületeknek az építésében. 1906 augusztusára befejeződtek a torony tetejének és vázának az építései. Ünnepélyes keretek között Otto Donner professzor, a szenátus egyik tagja egy az épület terveit és egyéb fontos dokumentumokat tartalmazó időkapszulát helyezett el az épület falrészében.
A következő hónapokban tovább folytatódtak a munkálatok, elkészült a reflektorszobába vezető, 252 fokot számláló lépcsősor, majd felkerült a torony reflektora is, melyet Párizsban terveztek és készítettek el, fénye húsz tengeri mérföld távolságig is jól látható. 1907 telén egy hét méter nagyságú ködkürt került elhelyezésre, melynek hangja tizenöt mérföldes távolságba volt képes eljutni, tájékoztatva a hajók legénységeit a sziget elhelyezkedéséről (a kürt hangja ugyanakkor érzékelhető rezonanciát keltett az épület falában is a lakók bosszúságára). A lakóházban ebben az időben egy gépész, egy figyelő és három segéd lakott családjaikkal együtt, összesen körülbelül tizenöt ember. Ez a szám a családok gyarapodásával az 1930-as évekre negyven főre nőtt, a nagyszámú gyerek miatt az első világháborút követően külön tanítónő érkezett az anyaországból. A lakosok életmódját nagyban befolyásolták az időjárási körülmények, a szigetlakók tiszta időben gyakran halásztak, vagy tengeri madarakra vadásztak, de a viharos időjárás gyakran megakadályozta a kinti munkavégzést.
A világítótornyot és a szigetet az első világháború 1914-es kitörését követően még augusztusban evakuálták, nem sokkal később pedig a Német Császári Haditengerészet két hadihajója, az SMS Magdeburg és az SMS Augsburg vette tűz alá Bengtskärt, de a toronyban csak kisebb károk keletkeztek. A családok a következő nyáron tértek vissza, de mivel a Finn-öbölben a hadviselő felek nagy kiterjedésű aknamezőt fektettek és ezért a környező vizek veszélyesek voltak az arra haladó gőzhajók számára, a világítótorony csak 1919-től állt újra szolgálatba.

### A második világháborúban

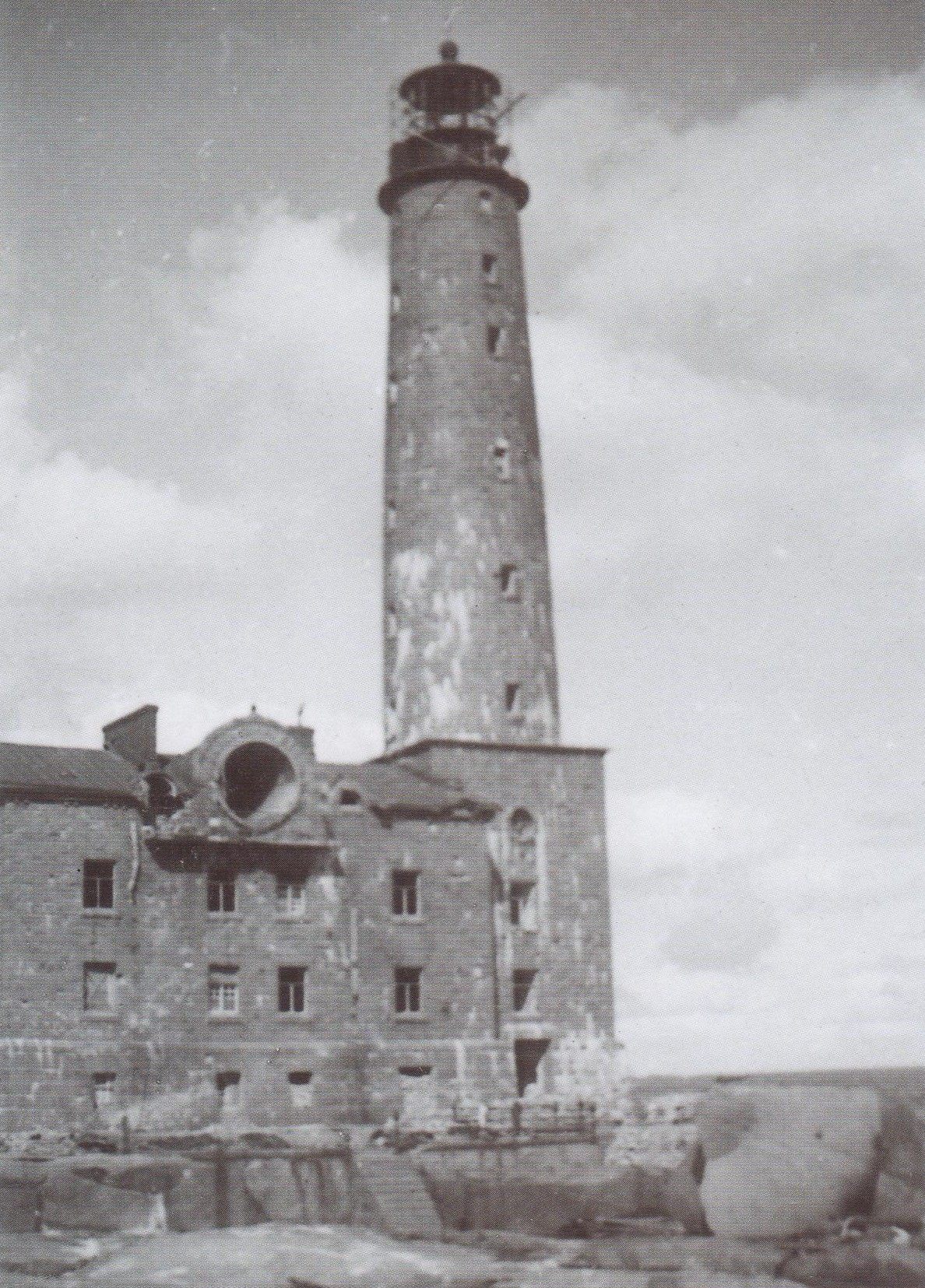
A bengtskäri világítótorony az 1941-es összecsapást követően

A második világháború során stratégiai elhelyezkedéséből kifolyólag a sziget is összecsapások színhelyévé vált, a világítótoronyra telepített kis finn katonai kontingens megfigyelhette a közeli szovjet hadmozdulatokat és jelenthette azokat a feletteseiknek, ezért 1941. július 26-án szovjet katonák intéztek támadást a sziget ellen.
1941. február 26-éjjelén a ködöt kihasználva két szovjet őrhajó közelítette meg a sziget partjait, és körülbelül száz katonát tett a partra P. V. Kurilov hadnagy vezetésével, feladatuk a világítótorony lerombolása volt. A szovjetek számbeli fölényben voltak a kicsiny finn helyőrséggel szemben, azonban a finn katonák a négy toronyőrrel együtt (41 fő) felvállalták a harcot és elkeseredett ellenállást tanúsítottak. A védők parancsnoka, Fred Luther hadnagy kétszer is megsebesült a harcok során, ő azonban tovább vezette katonáit, akik hamarosan az épület legfelső szintjére szorultak vissza.
Az események híre a közeli finn csapatokat is elérte, és a védők segítségére siettek.  Finn őrhajók jelentek meg a sziget környékén, és repülőgépek is tűz alá vették a szovjetek állásait. Hajnalban a közeli Hitis-szigetről egy különítmény érkezett és szállt partra, akik csatlakoztak a szovjetek elleni harchoz. A kapott támogatással a szovjet támadás kudarcba fulladt, azonban ennek nagy ára volt. A harcokban összesen harmincegy finn katona halt meg és negyvenöten sebesültek meg, az oroszok embervesztesége hatvan-és száz közé tehető, huszonnyolc katona (többségében sebesült) került hadifogságba. A finnek veszteségeit gyarapította az is, hogy másnap egy orosz hadihajónak sikerült a szigetet megközelítve komoly károkat okoznia a lakóépületben, megölve további hét embert.

### Napjainkban
A háborús összecsapások okozta károk javítása a háború után is tartott, a torony 1950-ben nyílt meg újra. A világítótorony őrei visszatértek a szigetre, azonban ekkor már családjaik nélkül, tizennégy napos turnusokban váltották egymást. 1968-ban a toronyban lévő fényforrást korszerűsítették, a reflektort villanyáram látta el, továbbá a működését automatizálták és a torony őrök rövidesen elhagyták a szigetet. A sziget létesítményei a következő évtizedekben elhanyagolódtak, a természeti erők látható károkat tettek a toronyban és a lakóépületben, de ennél is  nagyobb károkat okoztak az emberi kezek, vandálok fosztották ki és rongálták meg az épületeteket kívül és belül egyaránt.
Az épület állapotának további romlását megakadályozandó a finn hajózási hatóságok az épületet bérbe adta az ún. Pro Bengtskär Szövetségnek azzal a feltétellel, hogy karbantartják azt és fizetik az évi távhőköltségéket. Sajnos a kívánalmak nem teljesültek, ezért hamarosan az épület mai fenntartójához, a Turkui Egyetemhez került. Az új fenntartóval való szerződéskötést követően hamarosan felújítási munkák kezdődtek meg, amelyeket magánszemélyek mellett több helyi szervezet is támogatott. A felújítások 1995-re fejeződtek be, a megújult épület megnyitására a Turkui Egyetem alapításának 70. évfordulóján, 1995. augusztus 18-án került sor.  Az épület ma fontos regionális turisztikai célpont, alsó szintjén több kiállítás is helyet kapott, a lakóépület első emeletén posta, kávézó és egy kápolna található, míg a lakóegységek más szintjeit konferenciatermeként és szálláshelyekként hasznosítják. 2000-ben a torony tulajdonosa a Turkui Egyetem alapítványa lett, napjainkban évente körülbelül tízezer turista látogatja meg a világítótornyot.

## Képgaléria

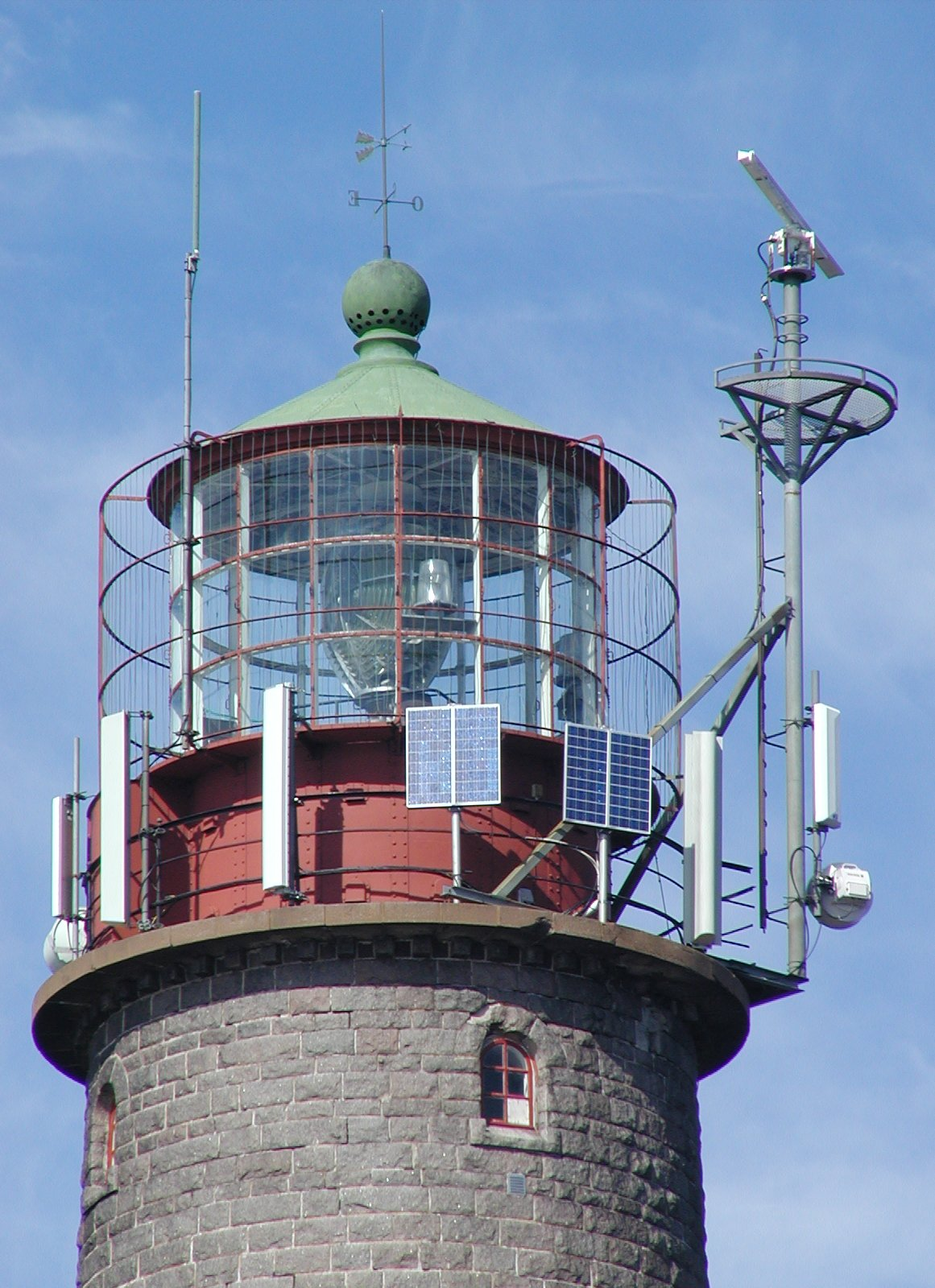
A torony teteje
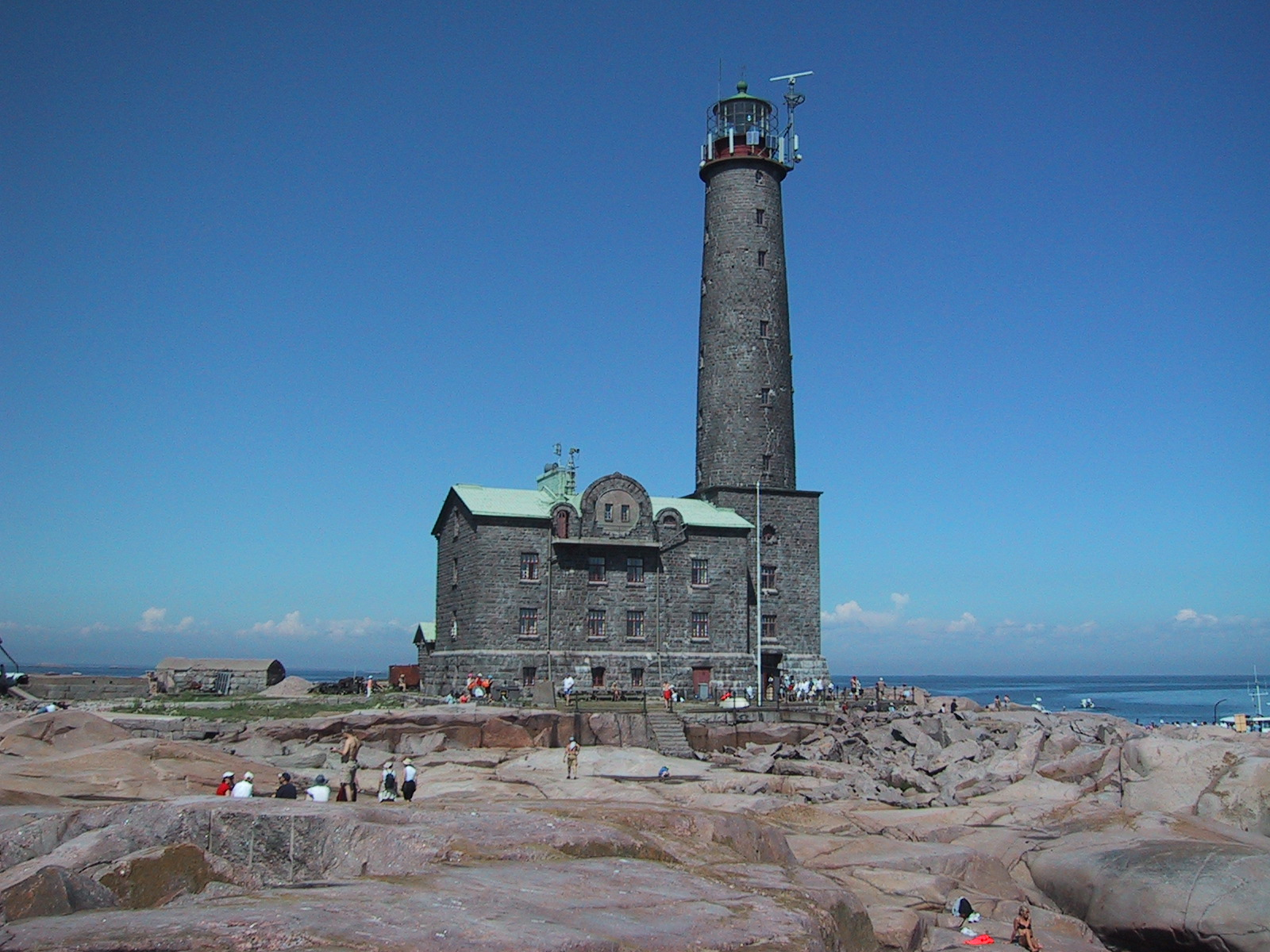
Panorámakép a világítótoronyról
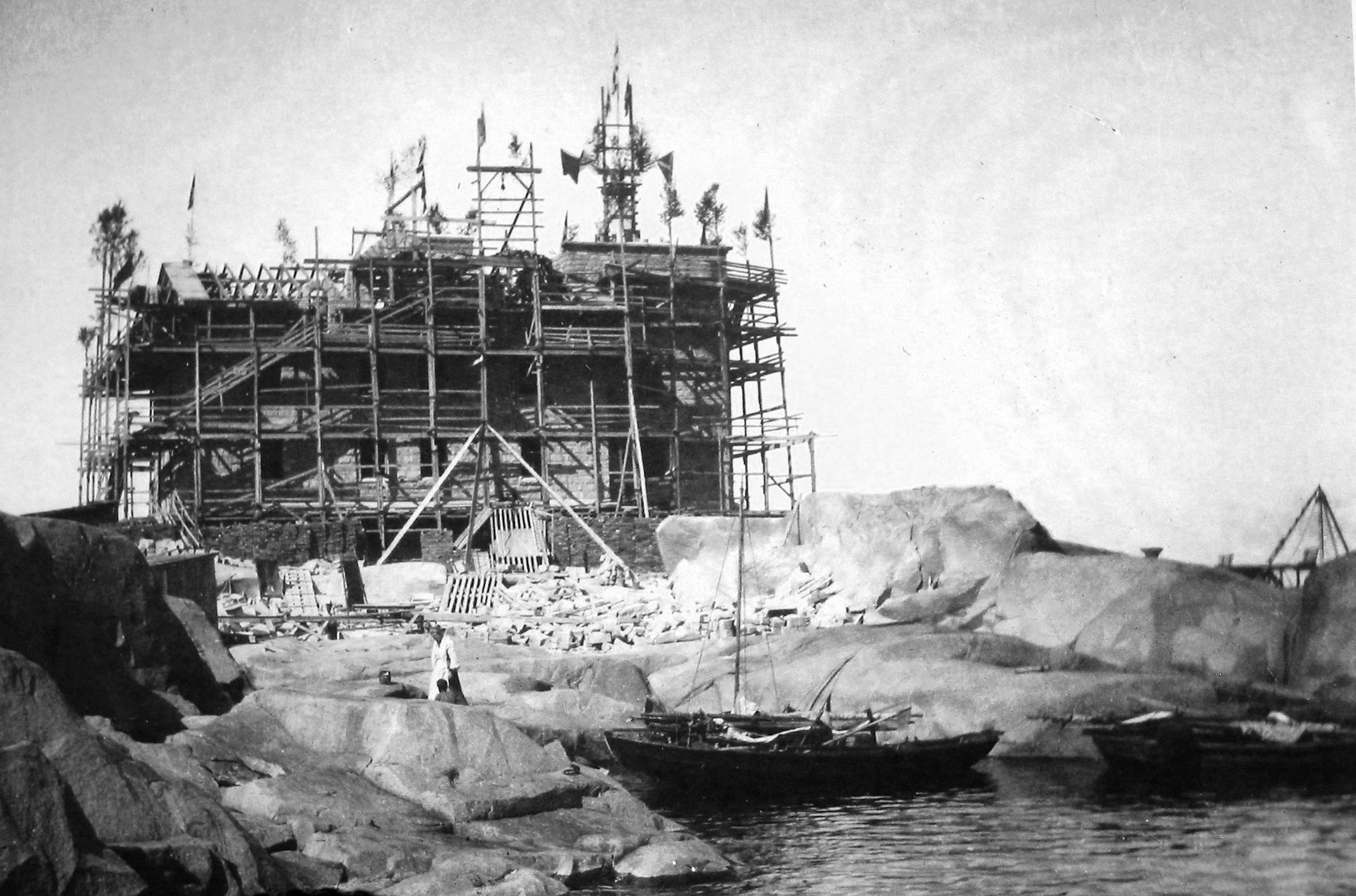
Építés közben 1906. augusztus 11-én
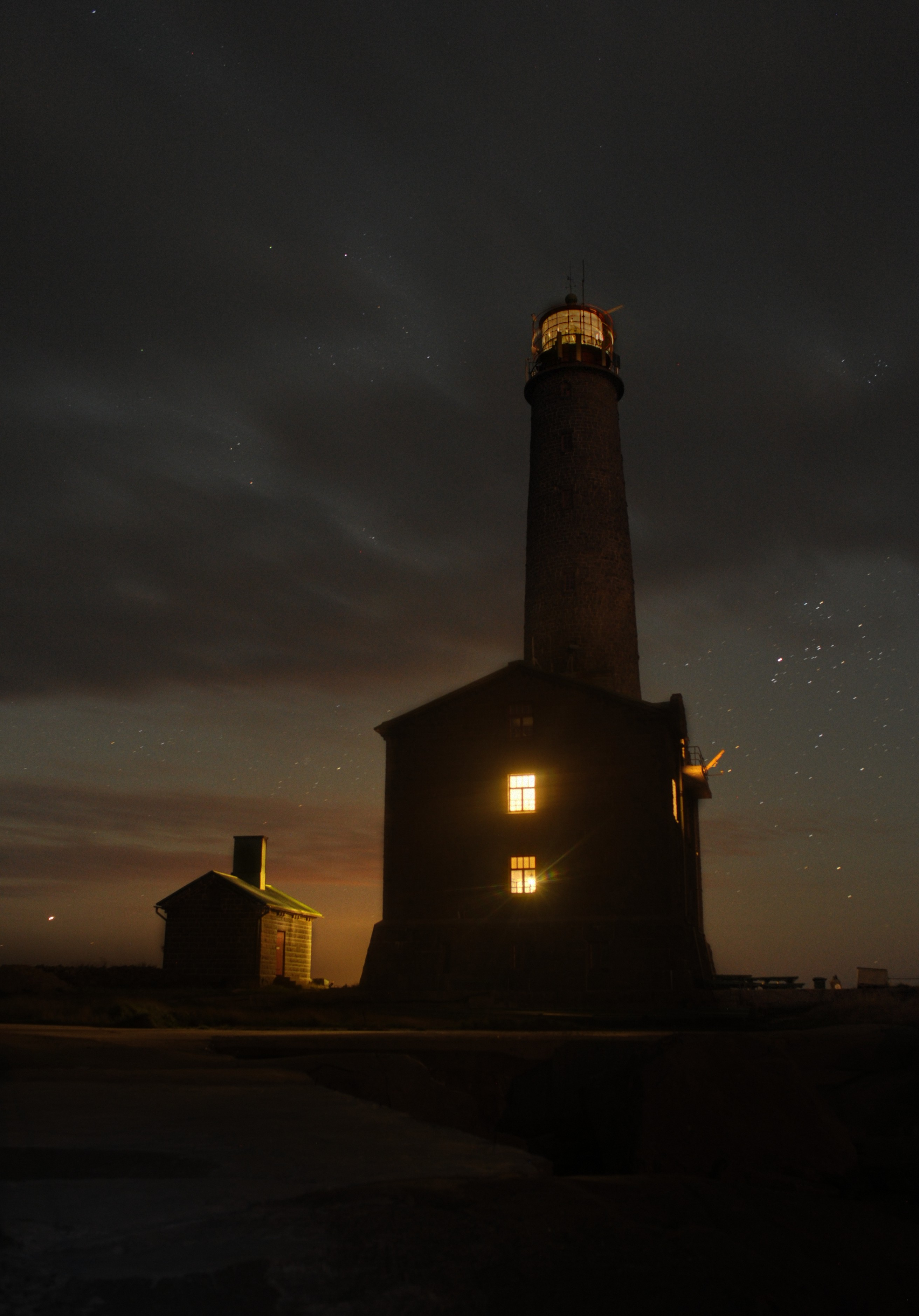
Éjszakai kép